# Planeta V
El Planeta V es un hipotético quinto planeta ya desaparecido cuya existencia ha sido propuesta por los científicos John Chambers y Jack Lissauer de la NASA. Según la propuesta, surgida y sustentada sobre la base de simulaciones numéricas, habría estado situado entre Marte y el cinturón de asteroides. Chambers y Lissauer presentaron esta propuesta en la 33.ª conferencia de ciencia lunar y planetaria (Lunar and Planetary Science Conference), que tuvo lugar del 11 al 15 de marzo de 2002.
La propuesta hecha por Chambers y Lissauer plantea que una vez existió un planeta terrestre (hasta ahora desconocido) ocupando una órbita inestable y excéntrica en torno al Sol, hace unos 4000 millones de años por lo menos. Según los dos científicos, existe una conexión entre la desaparición de este planeta y el bombardeo intenso tardío ocurrido en el eón Hádico.

"Este planeta extra se formó en una órbita de baja excentricidad, la cual fue de larga duración pero inestable" declaró Chambers. Hace unos 3,9 miles de millones de años, el Planeta V resultó perturbado en su órbita por interacciones gravitacionales con los otros planetas interiores. De este modo, pasó a tener una órbita altamente excéntrica la cual cruzaba el cinturón de asteroides interior, el cual en ese momento contenía una cantidad de material mucho mayor a la que tiene actualmente. Su pasaje por este cinturón de asteroides habría provocado que muchos de ellos fueran lanzados hacia órbitas que se cruzan con Marte. Esto habría conllevado un pasajero aumento en la cantidad de asteroides con órbitas cercanas a la terrestre,y por tanto un aumento en la tasa de impactos en la Luna.
Según Chambers, la destrucción del Planeta V fue debida a su captación por parte del Sol, donde se habría fundido.